# Gössenheim (Gössenheim)
Gössenheim ist der Hauptort der Gemeinde Gössenheim im unterfränkischen Landkreis Main-Spessart in Bayern.

## Geographie

### Lage
Das Pfarrdorf, auf dessen östlichen Gemarkungsgebiet sich die Homburg befindet, liegt 171 m ü. NHN zwischen Hammelburg und Karlstadt an der Bundesstraße 27.

### Nachbargemarkungen
Nachbargemarkungen im Uhrzeigersinn im Norden beginnend sind Karsbach, Aschfeld, Eußenheim, Gambach, Sachsenheim und Adelsberg.

### Gewässer
Auf dem Gemarkungsgebiet münden im Süden der Kuhbach, der durch den Ort fließt, und im Westen der Ringelbach jeweils von rechts in die durch den Ort fließende Wern.

## Geschichte
Gössenheim war eine Gemeinde im Landkreis Gemünden am Main bis zu dessen Auflösung. Seit dem 1. Juli 1972 gehört Gössenheim zum Landkreis Main-Spessart. Am 9. Januar 2017 hatte das Dorf 857 Einwohner mit Hauptwohnsitz.

## Religion
Gössenheim ist katholisch geprägt. Die Pfarrei St. Radegundis gehört zum Dekanat Karlstadt.